# Parti social-démocrate d'Albanie
Pour les articles homonymes, voir Parti social-démocrate.
Ne doit pas être confondu avec Parti de la démocratie sociale d'Albanie.
Le Parti social-démocrate d'Albanie (en albanais : Partia Socialdemokrate e Shqipërisë, PSD) est un parti politique albanais de centre gauche.

## Historique
Le PDS est créé en 1991 par Skënder Gjinushi. Traditionnel allié du Parti socialiste d'Albanie (PSSh), il participe à la coalition emmenée par Fatos Nano, Pandeli Majko et Ilir Meta entre 1997 et 2005. Pour les élections législatives de 2009 et 2013, il fait partie des coalitions électorales mises en place par le PSSh mais sans remporter de majorité parlementaire.
Pour les élections législatives du 25 juin 2017, le PSD se présente seul et obtient un député sur 140 à l'Assemblée après huit ans d'absence.
Le parti est membre de l'Internationale socialiste jusqu'en décembre 2014.